# Saccharum × sinense
La canna da zucchero cinese (Saccharum × sinense Roxb., 1819) è una pianta  appartenente alla famiglia delle Poacee (o Graminacee), endemica della Nuova Guinea.
È un ibrido naturale risultato dell'incrocio tra Saccharum officinarum e Saccharum spontaneum.
Può essere usata come alimento immediato, estraendone il succo attraverso spremitura, oppure nella produzione del dolcificante più diffuso: lo zucchero.

## Descrizione
È una pianta erbacea perenne con un portamento slanciato, con un gambo snello di colore verde-bronzo intervallato da nodi, con un alto contenuto di fibre.
Le foglie sono ampie fino a 5 cm di larghezza.

## Coltivazione
Viene coltivata dal livello del mare fino a 300 m slm, è una specie più resistente rispetto a S. officinarum e si adatta più facilmente ai climi secchi.
Viene coltivata in Cina e in Giappone, anche se è stata ampiamente coltivata, prima dell'introduzione di altre specie affini, per la produzione di zucchero.